# Larentia dascia
Larentia dascia är en fjärilsart som beskrevs av Turner. Larentia dascia ingår i släktet Larentia och familjen mätare. Inga underarter finns listade i Catalogue of Life.